# Johann Anzengruber
Johann Nepomuk Anzengruber (* 21. März 1810 in Weng bei Hofkirchen an der Trattnach; † 8. November 1844 in Wien) war ein österreichischer Schriftsteller.

## Leben
Johann Anzengruber stammte aus einer Bauernfamilie. Aufgrund seiner Musikalität schickte man ihn als Sängerknabe ans Lyzeum von Salzburg. Um 1825 kam Anzengruber nach Wien und fand bei der k. u. k. Gefällen- und Domänenverwaltung eine kleine Anstellung als Ingrossist. In Anlehnung an Friedrich Schiller verfasst er Einiges an lyrischen und dramatischen Arbeiten. Das Trauerspiel Berthold Schwarz ist das einzige, was Anzengruber zu Lebzeiten veröffentlichen konnte.
Anzengruber heiratete 1838 Maria Helwig (Herbig ?), die Tochter eines Apothekerei-Provisors. Ein Jahr später, am 29. November 1839, kam Ludwig Anzengruber zur Welt. Kaum fünf Jahre später, am 8. November 1844 starb Johann Anzengruber in Wien  an einer Hirnhautentzündung.

## Werke
- Berthold Schwarz, 1840